# 某日某月
《某日某月》（英語：When Sun Meets Moon）是一部2018年的香港電影，由劉偉恒執導，原島大地、湯怡主演。

## 演員
- 湯怡 飾演 王子月
- 原島大地 飾演 周旭日
- 邵美琪 飾演 王健儀
- 鄭丹瑞 飾演 明叔
- 呂頌賢 飾演 周作民
- 林以諾 飾演 林爾亨（林校長）
- 郭啟華 飾演 郭啟華（電台主持）
- 陳茵媺 飾演 魯姑婆
- 夏韶聲 飾演 袁振合
- 雷頌德 飾演 丁舍監
- 劉浩龍 飾演 代課老師
- 岑珈其 飾演 葉志明（小明）
- 蘇致豪 飾演 泰哥
- 許賢 飾演 鋒仔
- 談善言 飾演 紫晴
- 周翰林 飾演 Lam
- 黃焯璘 飾演 班長
- 林漢明 飾演 黎小新
- 黃定謙 飾演 謙美
- 林家熙 飾演 嘉希
- 譚子揚 飾演 只洋
- 陳凱詠 飾演 女同學A
- 林曉靖 飾演 女同學B
- 易健兒 飾演 女同學C
- 吳良榮 飾演 車震男
- 馬溱禧 飾演 車震女
- 譚天寶 飾演 女舍監
- 黃素歡 飾演 陳姑娘
- 黃天頤 飾演 發佈會司儀
- 波盛 飾演 讀者
- 劉偉恆 飾演 遞信員

## 取景
- 香港三育書院[1]

## 片尾彩蛋
本電影片尾彩蛋，在1992年香港的電影宇宙中，同一導演劉偉恒執導的2015年愛情電影《王家欣》中的王家欣 (吳千語 飾)來到本劇中的文具店裡內與明叔(鄭丹瑞 飾)和王子月(湯怡 飾)有互動的情節。

## 外部連結
- 香港影庫上《某日某月》的資料（繁體中文）